# Championnat d'Amérique du Sud masculin de volley-ball 1951
Le 1er championnat d'Amérique du Sud de volley-ball masculin s'est déroulé en 1951 à Rio de Janeiro ( Brésil).

## Classement final
| Place              | Équipe    |
| ------------------ | --------- |
| Médaille d'or      | Brésil    |
| Médaille d'argent  | Uruguay   |
| Médaille de bronze | Pérou     |
| 4                  | Argentine |